# Ершова, Мария Ивановна
Мария Ивановна Ершова (1937, Сталинская область — 22 ноября 1992, Груцинов, Ростовская область) — оператор машинного доения колхоза «Заря коммунизма» Каменского района Ростовской области. Полный кавалер ордена Трудовой Славы (1990).

## Биография
Родилась в 1937 году. Работала оператором машинного доения колхоза «Заря коммунизма» Каменского района Ростовской области.
Указом Президиума Верховного Совета СССР от 14 февраля 1975 года награждена орденом Трудовой Славы 3-й степени.
Указом Президиума Верховного Совета СССР от 23 декабря 1976 года награждена орденом Трудовой Славы 2-й степени.
Указом Президента СССР от 27 августа 1990 года за самоотверженный высокопроизводительный труд, большие успехи, достигнутые во всесоюзном соцсоревновании, долголетнюю безупречную работу в одном хозяйстве Ершова Мария Ивановна награждена орденом Трудовой Славы 1-й степени. Стала полным кавалером ордена Трудовой Славы.

## Награды и звания
Награждена орденами Трудовой Славы 1-й, 2-й, 3-й степеней:
3 ст. 14.02.1975 № 21253
2 ст. 23.12.1976 № 1213
1 ст. 27.08.1990 № 789
- Медаль «За доблестный труд»
- Медаль «За трудовую доблесть»
- Медаль «Ветеран труда»